# Karna
Karna era un territori tribal de la zona fronterera entre els hitites i Mitanni que es va formar no més tard del segle XVI aC. Rebia el seu nom d'una muntanya propera.
Va caure sota influència de Mitanni fins que a finals del segle xv aC l'Imperi Hitita la va sotmetre. El rei Tushratta de Mitanni, potser el 1360 aC, hi va afavorir una revolta. Subiluliuma I, que probablement només era príncep hereu hitita, quan anava a reprimir una revolta del regne hurrita d'Isuwa, es va trobar amb la defecció d'aquesta ciutat i d'altres del voltant, la va atacar i la va sotmetre.